# Кастулинская волость
Ка́стулинская во́лость (латыш. Kastuļinas pagasts) — одна из территориальных единиц Краславского края Латвии в историко-культурной области Латгалия. Находится на северо-западе края. Граничит с Граверской и Андрупенской волостями своего края, с Аглонской волостью Прейльского края и с Пушской волостью Резекненского края. Волостной центр — село Приежмале.

## История
В 1945 году в Капинской волости Даугавпилсского уезда был организован Кастулинский сельсовет. После отмены в 1949 году волостного деления Кастулинский сельсовет входил в состав Краславского района.
В 1954 году к Кастулинскому сельсовету был присоединён ликвидированный Бутканский сельсовет. В 1979 году — часть ликвидированного Яунокрского сельсовета. В 1990 году в границах Кастулинского сельсовета была образована Кастулинская волость. В 2009 году, в результате латвийской административно-территориальной реформы, Кастулинская волость вошла в состав Аглонского края.
В ходе административно-территориальной реформы Латвии 2021 года Аглонский край был упразднён, Кастулинская волость вошла в состав укрупнённого Краславского края.

## География
Кастулинская волость расположена в средней части Латгальской возвышенности, в холмистой местности, богатой озёрами. Большую часть волости занимают Фейманское всхолмление, юго-восточную часть — Дагдское всхолмление. Наивысшая точка — 194,7 м над уровнем моря находится между сёлами Рейники и Лесински.
Самое крупное озеро в волости — Геранимовас-Илдзс (площадь 328 га). В озеро впадает речка, вытекающая из озера Дубулю (72,4 га), которое в свою очередь соединяется с озером Окрас (63,5 га). Последнее имеет в центре небольшой остров площадью 1,1 га. Эти озёра расположены в ледниковом отложении протянувшимся с северо-запада на юго-восток. Другие крупные озёра волости — Кустару (144 га, с четырьмя островами, заросшими деревьями), Ижуня (>100 га), Кошкинас (91 га). К западной границе волости примыкают озёра Рушонс и Капиню. По территории волости протекают реки: Балда (на границе с Андрупенской волостью), Рандовка, Моленейца. Примерно 30 % территории волости занято лесами. Местное значение имеют полезные ископаемые (песок и гравий). Крупнейший карьер находится в Баровке.

## Население
Приежмале образовалось в конце 1960-х годов, путём объединения двух близлежащих населенных пунктов: Заблудовки (до объединения село
и центр совхоза «Капини») и Эйсбахова. В 1989 году в Приежмале проживало 415 жителей. В 2000 году население волости составляло 1150 человек, в том числе в Приежмале проживало 392 человека, в Геранимова — 206 человек.
По состоянию на 1 января 2022 года население волости составляло 646 человек.

## Экономика
До 1920 года на территории современной Кастулинской волости было несколько имений (мыз), которые во время аграрной реформы были разделены на множество мелких хозяйств. В 1958 году после слияния мелких колхозов был образован совхоз «Капини», который в 1991 году был преобразован в паевое хозяйство «Капини», ликвидированное в 1993 году. В волости имелись механическая и столярная мастерские, а также швейная мастерская и маслозавод.
По состоянию на 2000 год крупнейшими фермерскими хозяйствами волости были: «Стиврини», «Крастини», «Пакалны», «Илзес». В волости имелась пилорама, 5 магазинов и кафе. В Геранимова работал пансионат «Крастини» для людей с психическими заболеваниями.

### Транспорт
Через волость проходит региональная автодорога P60 Дагда — Аглона и местные автодороги V569 Малта — Лазарева — Приежмале, V597 Приежмале — Пуша, V610 Мариамполе — Яунокра — Гравери, V611 Огурецкая — Строди — Аулея и V646 Яунокра — Зунди.

## Образование и культура
В Кастулинской волости находится Приежмальская средняя школа. Есть также библиотека и Дом культуры где работают: детский танцевальный коллектив «Спридитис», вокальный ансамбль «Реченька», детский ансамбль «Пукитес», драмкружок.